# 罗尔巴赫县

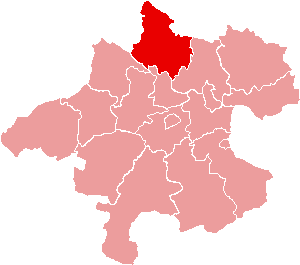
罗尔巴赫县在上奥地利州的位置

罗尔巴赫县（德語：Bezirk Rohrbach）是奥地利上奥地利州所辖的一个县。总面积828.0平方公里，总人口57909，人口密度70人/平方公里（2001年）。行政中心位于罗尔巴赫-贝格。

## 行政区域
罗尔巴赫县辖有42个市镇。